# Rumble: The Indians Who Rocked the World
Rumble: The Indians Who Rocked the World je kanadský dokumentární film z roku 2017. Premiéru měl na Filmovém festivalu Sundance. Později byl uveden na dalších festivalech, v kinech a také byl vydán na DVD. Natočila jej režisérka Catherine Bainbridge ve spolupráci s Alfonsem Maioranou. Sleduje vliv indiánských hudebníků na vývoj rockové hudby. Mezi hudebníky, kterým se snímek věnuje, patří Link Wray (podle jehož písně dostal svůj název), Jesse Ed Davis, Robbie Robertson, Buffy Sainte-Marie a Jimi Hendrix. O jejich přínosu dále mluví například Quincy Jones, Martin Scorsese, Buddy Guy a Iggy Pop.